# Ute Bock
Ute Bock (27 de junio de 1942 – 19 de enero de 2018) fue una educadora austríaca quién fue conocida por sus proyectos de ayuda a buscadores de asilo.

## Biografía
Bock nació en Linz. Después de su graduación de la escuela secundaria, aplicó a un puesto de trabajo en el municipio de Viena y empezó a trabajar como educadora. Desde 1962 a 1969 trabajó en una escuela en Viena. Más tarde, trabajó para el Youth Care Center Zohmanngasse en el distrito Favoriten de Viena y en 1976, fue nombrada directora de este. A principio de los 90, la oficina de Youth Welfare (Oficina de bienestar juvenil) comenzó a enviar grandes cantidades de jóvenes con antecedentes de migración al centro de Ute Bock, también porque ya habían sido denegados por otras escuelas. Allí es cuándo Bock empezó a involucrarse en el activismo y ayuda humanitaria para buscadores de asilo.
En 1999, durante una redada en su centro, aproximadamente 30 jóvenes africanos fueron arrestados por narcotráfico bajo la controversial "Operación Primavera". Ute Bock estuvo también acusada de bandidaje y narcotráfico. Esto llevó a una suspensión temporaria de su cargo. Más tarde los cargos fueron retirados, aunque se le prohibió acomodar en su centro a otros buscadores de asilo africanos. Entonces ella organizó comunidades residenciales privadas, las cuales ella misma financiaba y supervisaba.
En 2000 se retiró, pero continuó trabajando en su proyecto. En 2002 fundó su propia ONG Flüchtlingsprojekt Ute Bock ("proyecto de refugio Ute Bock"). Más de 350 buscadores de asilo encuentran alojamiento en los apartamentos organizados por Ute Bock. Otros 1,000 buscadores de asilo sin hogar tienen su dirección de correo la dirección de su ONG. Ella hizo la asesoría jurídica para sus clientes.
La ONG está basada en donaciones. En Viena, la campaña Bock auf Bier fue empezada, en la que un pequeño porcentaje del precio de una cerveza era donado a los proyectos de alojamiento de Bock. Bock auf Bier Es una expresión de jerga que significa Ganas de una cerveza.
En 2012, el presidente Heinz Fischer le otorgó la Decoración de Honor para Servicios a la República de Austria, el mayor premio honorario de Austria.
En diciembre de 2013 sufrió de un golpe y desde allí es incapaz de ser tan activa como antes, lo cual dirigió su ONG a dificultades financieras. Varios pisos no se pudieron continuar pagando y algunos buscadores de asilo tuvieron que cambiar alojamiento.Con el objetivo de recibir donaciones, ella comenzó a trabajar otra vez en 2014. En 2018, a los 75 años falleció en Viena.

## Películas
Dos películas han sido hechas sobre la vida de Ute Bock:
- El documental Bock Presidente fue estrenado en 2019.  Éste fue presentado por primera vez como preestreno en cooperación entre Stadtkino y el Festival Internacional de Cine de Viena durante las protestas estudiantiles de 2009 en Austria en la entonces ocupada sala de conferencias de la Universidad de Viena. El estreno oficial tuvo lugar como parte de la Festival Internacional de Cine de Viena en el cine del Künstlerhaus el 1 de noviembre, en los cines austriacos la película fue mostrada a partir del 15 de enero de 2010.
- En noviembre de 2010, el largometraje Die verrückte Welt der Ute Bock(El mundo loco de Ute Bock) estuvo presentado. Fue dirigido por Houchang Allahyari y protagonizado por JosefHader, Karl Markovics, Viktor Gernot, Andreas Vitasek, Julia Stemberger, Dolores Schmidinger, Peter Kern y Alexander Pschill. La película describe trabajo de Bock así como historias de personas que conoce, tanto refugiados así como también policías.

## Premios
Bock ganó varios premios para su comprometimiento social:
- 1999: Premio Ute Bock por Valor Moral Zivilcourage[3]
- 2000: UNHCR-Refugee-Award
- 2002: Bruno Kreisky Award
- 2003: Karl Renner Prize y Greinecker Seniorenpreis
- 2005: Uno de las cinco mujeres austriacas, quienes estuvieron seleccionadas para el proyecto Peace Women Across the Globe 2007
- 2007: International Human Award[4]
- 2012: Decoración de Honor para Servicios a la República de Austria

## Publicaciones
- Con Cornelia Krebs (ed.): Ute Bock. Dado Geschichte einer Flüchtlingshelferin. Viena: Molden, 2010, ISBN 978-3-85485-268-1.